# April Story
April Story (Originaltitel: 四月物語, Shigatsu monogatari) ist ein japanischer Film aus dem 1998. Regie führte Shunji Iwai.

## Handlung
Uzuki Nireno verlässt ihr Elternhaus auf Hokkaido, um in Tokio zu studieren. Dort zieht sie in eine eigene Wohnung ein und versucht an der Universität Anschluss zu finden. Für die schüchterne Uzuki ist dies allerdings gar nicht so einfach, da sie wegen ihrer Herkunft aus Hokkaido von den anderen Studierenden verspottet wird.
Eine Kommilitonin nähert sich ihr an und überredet sie, sich dem Klub der Fliegenfischer anzuschließen. Uzuki findet an ihrem neuen Hobby Gefallen, aber ihre Freundin wechselt nach kurzer Zeit die Universität. Während Uzuki einmal im Kino einen Samuraifilm ansieht, hat sie eine unangenehme Begegnung mit einem anderen Kinobesucher.
Immer öfter besucht sie nun eine Buchhandlung und der Buchhändler scheint auch Interesse an ihr zu haben. Wegen ihrer Schüchternheit traut sie sich aber nicht, ihn anzusprechen. Nach einiger Zeit erhält Uzuki ein Postpaket, das ein Buch aus ebenjener Buchhandlung enthält. Sie freut sich darüber und merkt, dass der Buchhändler in sie verliebt ist.
Als Uzuki nach einem erneuten Besuch der Buchhandlung unter einem beschädigten Regenschirm  während  einer Sturmböe vor dem Laden steht, probiert der Buchhändler so lange die anderen Regenschirme aus, bis er einen stabileren Schirm findet.

## Kritik
„Viele werden sich vielleicht fragen, wo der Sinn des Films liegt, was das Ganze eigentlich soll und wohin uns der Plot führen soll, doch am Ende entlässt uns das letzte Bild mit einer grandiosen Wärme ums Herz, die uns alles intuitiv verstehen lässt. Die großartige verträumte Atmosphäre lässt einen überdies gerne über ein paar wenige Längen hinwegsehen.“